# Goslarita
La goslarita es la forma mineral del sulfato de zinc heptahidratado (ZnSO4 · 7H2O).
Descrito por primera vez en 1847 en las minas de Rammelsberg, debe su nombre a la cercana localidad de Goslar, situada a los pies del macizo de Harz (Alemania).
Galizinita o gallicinita son otros nombres que recibe este mineral.

## Propiedades
La goslarita es un mineral incoloro o de color blanquecino que cristaliza en el sistema ortorrómbico.
Es soluble en agua y se deshidrata al aire libre, por lo que debe ser conservada en un recipiente cerrado o en plástico.
Tiene un sabor astringente.
En materiales artificiales existe una serie completa entre goslarita y epsomita (MgSO4 · 7H2O).
Sin embargo, en el medio natural parece existir sólo una sustitución limitada de zinc por magnesio.

## Morfología
Aparece en forma de estalactitas, costras, o también constituyendo agregados pulverulentos, granulosos o fibrosos.

## Yacimientos
Los yacimientos de goslarita son bastante escasos.
Es un mineral secundario formado por la oxidación de minerales primarios de zinc en antiguas minas de blenda.
Además de diversos depósitos situados en Alemania, cabe señalar los existentes en la antigua Checoslovaquia, Francia, España —en la mina Almagrera (Huelva)—, Perú —Cerro de Pasco— y Bolivia.